# Liste der Botschafter der Vereinigten Staaten in Tunesien
Der Botschafter der Vereinigten Staaten von Amerika in Tunesien ist der Botschafter der Vereinigten Staaten von Amerika in Tunesien.

## Botschafter
| Amtszeit  | Name                         | Bemerkung                    |
| --------- | ---------------------------- | ---------------------------- |
| 1956      | Morris Nelson Hughes         | Chargé d’Affaires            |
| 1956–1959 | George Lewis Jones           |                              |
| 1959–1962 | Walter Newbold Walmsley Jr.  |                              |
| 1962–1969 | Francis Henry Russell        |                              |
| 1969–1972 | John Archibald Calhoun       |                              |
| 1972–1976 | Talcott Williams Seelye      |                              |
| 1976–1979 | Edward William Mulcahy       |                              |
| 1979–1981 | Stephen Warren Bosworth      |                              |
| 1982–1984 | Walter Leon Cutler           |                              |
| 1984–1987 | Peter Sebastian              |                              |
| 1987–1991 | Robert Halsey Pelletreau Jr. |                              |
| 1991–1994 | John Thomas McCarthy         |                              |
| 1994–1997 | Mary Ann Casey               |                              |
| 1997–2000 | Robin Lynn Raphel            |                              |
| 2001–2003 | Rust Macpherson Deming       |                              |
| 2004–2006 | William J. Hudson            |                              |
| 2007–2009 | Robert Frank Godec           |                              |
| 2009–2012 | Gordon Gray III              |                              |
| 2012–2015 | Jacob Walles                 |                              |
| 2015–2019 | Daniel H. Rubinstein         |                              |
| 2019–2022 | Donald A. Blome              |                              |
| 2022–     | Natasha S. Franceschi        | Chargé d’Affaires ad interim |